# Gheorghe Mirinescu

Gheorghe Mirinescu.

Gheorghe Mirinescu a fost un militar român.
În perioada 1901-1908, Gheorghe Mirinescu a îndeplinit funcția de comandant al Jandarmeriei Române.